# Waschhaus (Vaux-sous-Coulombs)

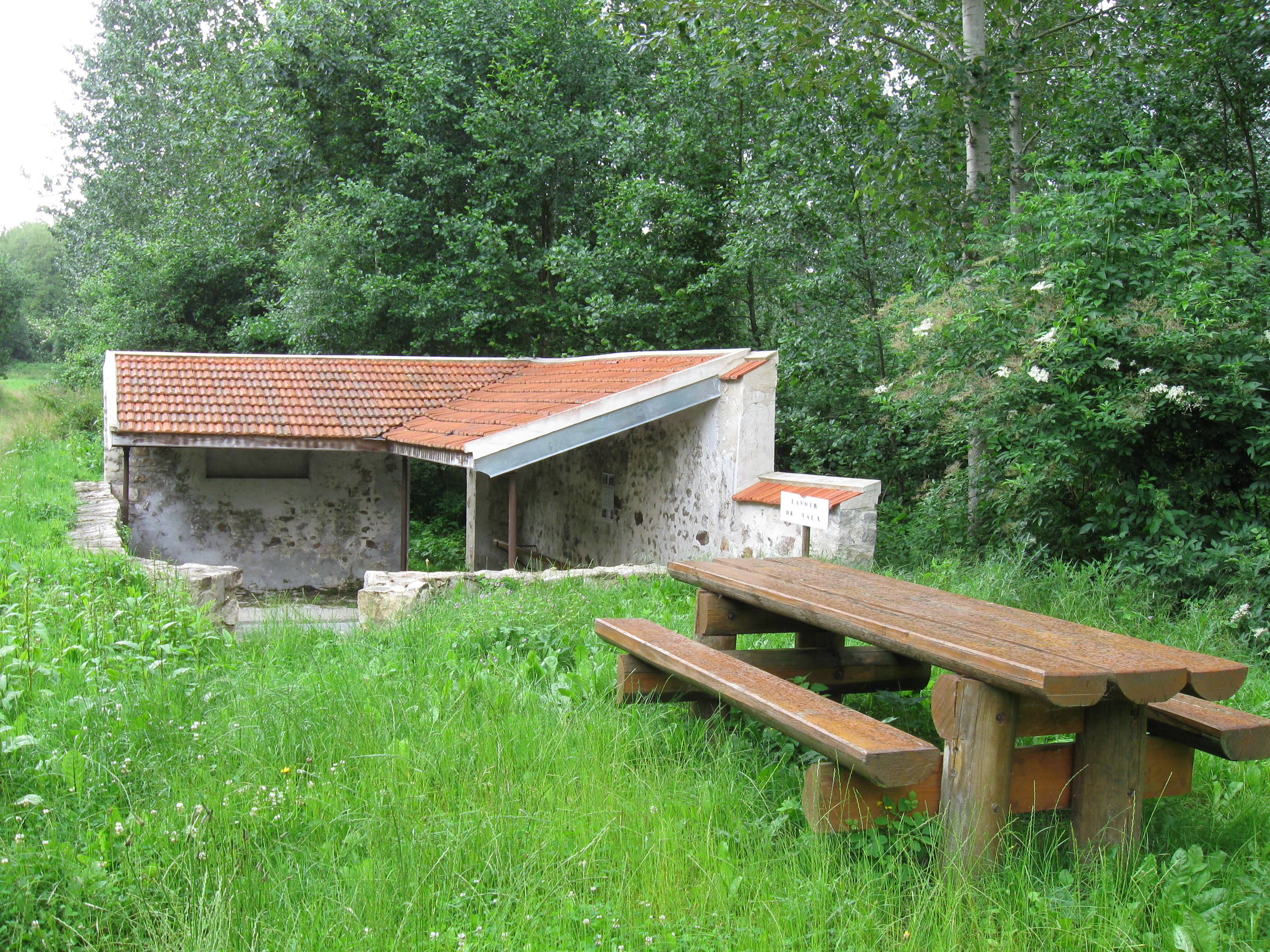
Waschhaus in Vaux-sous-Coulombs

Das Waschhaus (französisch lavoir) in Vaux-sous-Coulombs, einem Ortsteil der französischen Gemeinde Coulombs-en-Valois im Département Seine-et-Marne in der Region Île-de-France, wurde im 19. Jahrhundert errichtet. 
Das öffentliche Waschhaus aus Bruchsteinmauerwerk besitzt an zwei Seiten Pultdächer. Im Jahr 2010 wurde das Gebäude renoviert.